# Лучка (район Левоча)
Лучка (словац. Lúčka) — село и одноимённая община в районе Левоча Прешовского края Словакии. В письменных источниках начинает упоминаться с 1273 года.

## География
Село расположено в юго-западной части края, в пределах долины реки Лучанка (бассейн реки Горнад), при автодороге 3210. Абсолютная высота — 511 метров над уровнем моря. Площадь муниципалитета составляет 3,93 км².

## Население
| Год:                | 1994 | 2004     | 2014    | 2024 |
| ------------------- | ---- | -------- | ------- | ---- |
| Количество человек: | 118  | 136      | 125     | 115  |
| Разница:            |      | +15,25 % | −8,08 % | −8 % |

По данным последней официальной переписи 2021 года, численность населения Лучки составляла 114 человек.
Национальный состав населения (по данным переписи населения 2011 года):
| Национальность | Численность, человек |
| -------------- | -------------------- |
| словаки        | 124                  |
| не указана     | 1                    |

По данным переписи 2021 года, в конфессиональном составе населения преобладали католики (84,2 %) и греко-католики (1,8 %).